# 話の泉
『話の泉』（はなしのいずみ）は、NHKラジオ第1放送で1946年12月3日から1964年3月31日まで約18年にわたり放送されたクイズバラエティ番組である。日本初のクイズ番組として知られる。
2000年代に入り、「新・話の泉」（しん・はなしのいずみ）と題したリメイク番組が同じくNHKラジオ第1で放送された（後述参照）。

## 概要
アメリカ合衆国のバラエティ番組「Information Please」（インフォメーション・プリーズ）をモデルに生まれたが、当時の日本には「クイズ番組」という呼び名はなく、「当てもの」と総称されていた。
東京都千代田区内幸町にあった東京放送会館第1スタジオから公開で放送された。番組はそのときどきの時事の話題からクイズを出題（今日のような最多正解者を表彰する制度ではない）し、そこを発端として司会者のアナウンサーやゲストを交えたトークセッションを繰り広げるというものである。聴取者から寄せられた問題やテーマに対し、解答者が、自らの持っている薀蓄や雑学の知識を出し合って、答えていく。
問題は聴取者が投稿したものが使用された。放送開始当初は採用されると30円、正解が出ない場合は50円の賞金が出されたという。
司会は、和田信賢が務めた（1952年に和田が死去した後は高橋圭三らが担当）。解答者には、堀内敬三、サトウ・ハチロー、徳川夢声、渡辺紳一郎(朝日新聞元記者)、山本嘉次郎、大田黒元雄、春山行夫といった、当時の知識人・著名人たちが名を連ねた。

## 歴代司会
- 初代：徳川夢声 - 1946.12（第1回・2回放送のみ、第3回放送よりレギュラー解答者）
- 2代：和田信賢 - 1946.12（第3回放送より） - 1952.8（五輪取材のためヘルシンキへ出張中に急死）
- 3代：高橋圭三 - 1952.8 - 1955.3（私の秘密スタートのため降板）
- 4代：八木治郎 - 1955.4 - 1962.3（私の秘密担当のため降板）
- 5代：鈴木健二 - 1962.4 - 1963.3
- 6代：酒井広 - 1963.4 - 1964.3

## 新・話の泉

### 放送時間
2001年ごろから毎年正月とお盆の時期に『新・話の泉』（しんはなしのいずみ）と題したリメーク版が特別番組として組まれた。2005年4月からは定時番組として毎月1回（原則として最終月曜日20:05 - 21:30）放送された。2008年4月から2010年3月9日までは原則として毎月第1・2週の火曜日 20:05 - 20:55に放送された。
2010年4月からは、特集番組「新・話の泉スペシャル」として放送された。主に祝日の22:15 - 23:00が主であるが、ゴールデンウィークやお盆などには20時台、あるいは21時台に放送される場合もある。

### 放送形態
当番組は公開録音番組である。2005年まではNHK放送センターのラジオ公開スタジオ（505スタジオ）で収録が行われたが、2006年からはオープンスタジオ・みんなの広場ふれあいホールで行われた。2007年度までは1回分（正味75分）をまとめて放送したが、2008年度からは50分×2本分の収録となった。
通常の番組では20:30から3分程度のニュースが入るが、当番組では事前録音のため休止となる。

### 司会
- 渡邊あゆみ：2006.4 - 2010.3
- 徳田章：2005.4 - 2006.3

### 出演
- 山藤章二
- 毒蝮三太夫
- 桂文枝 (6代目)
- 嵐山光三郎
- 松尾貴史

ほか
過去
- 立川談志（“番組の家元”）
糖尿病の治療のため2009年8月26日に活動休止を発表したことに伴い、当番組においても2009年10月6日以降はスタジオ出演を休止し、コメントや出題を別収録した音声を挿入する形をとった。2009年12月1日の放送ではインタビューという形で音声出演、収録会場には談志の写真ボードが置かれた。当番組が特集番組となって最初の放送（2010年4月29日）には生出演し、闘病生活の様子や駄洒落などを披露したが、2011年11月21日の死去により、これが最後の出演となった。
- ミッキー・カーチス

### 主なコーナー
- 世の中審議会
- 落語検定
- 新・とんち教室
- 音楽イントロゲーム
  - 番組の後半（21:05からのパート）で行われた。2006年から『シャープさん・フラットさん』というかつての音楽クイズ番組をリメークする形となった。